# Miyu Namba
Miyu Namba –en japonés, 難波実夢, Namba Miyu– (Nara, 31 de mayo de 2002) es una deportista japonesa que compite en natación. Ganó dos medallas en el Campeonato Mundial de Natación en Piscina Corta de 2022, plata en 1500 m libre y bronce en 800 m libre.

## Palmarés internacional
| Campeonato Mundial en Piscina Corta | Campeonato Mundial en Piscina Corta | Campeonato Mundial en Piscina Corta | Campeonato Mundial en Piscina Corta |
| Año                                 | Lugar                               | Medalla                             | Prueba                              |
| ----------------------------------- | ----------------------------------- | ----------------------------------- | ----------------------------------- |
| 2022                                | Melbourne (Australia)               | Medalla de plata                    | 1500 m libre                        |
| 2022                                | Melbourne (Australia)               | Medalla de bronce                   | 800 m libre                         |